# Velký Rakovec
Velký Rakovec, ukrajinsky Великий Раковець, rusínsky Великый Раковиць, maďarsky Nagyrákóc,  je obec v bilkyvské vesnické komunitě, v okrese Chust, v Zakarpatské oblasti Ukrajiny. Částí obce Velký Rakovec je Zabolotne. V roce 2025 žilo v této obci 5342 obyvatel, z toho ve Velkém Rakovci 4545 obyvatel.

## Historie
První písemná zmínka pochází z roku 1330. Před uzavřením Trianonské smlouvy byla obec součástí Uherska. Poté byla součástí první československé republiky; byl zde obecní notariát. Od roku 1945 byla obec součástí Ukrajinské sovětské socialistické republiky, která byla součástí SSSR, a nakonec od roku 1991 je součástí samostatné Ukrajiny.